# Internazionali d'Italia 2014 - Singolare femminile
Serena Williams è la detentrice del titolo e si è riconfermata anche in questa edizione superando in finale la tennista italiana Sara Errani con il punteggio di 6-3, 6-0.

## Teste di serie
Le prime otto teste di serie ricevono un bye per il secondo turno.
1. Serena Williams (campionessa)
2. Li Na (quarti di finale)
3. Agnieszka Radwańska (quarti di finale)
4. Simona Halep (terzo turno, ritirata per infortunio)
5. Petra Kvitová (secondo turno)
6. Jelena Janković (semifinale)
7. Angelique Kerber (secondo turno)
8. Marija Šarapova (terzo turno)
9. Dominika Cibulková (primo turno)

1. Sara Errani (finale)
2. Ana Ivanović (semifinale)
3. Flavia Pennetta (terzo turno)
4. Carla Suárez Navarro (quarti di finale)
5. Caroline Wozniacki (ritirata per infortunio)
6. Sabine Lisicki (primo turno)
7. Sloane Stephens (secondo turno)
8. Eugenie Bouchard (primo turno)

## Qualificate
1. Mona Barthel (primo turno)
2. Petra Cetkovská (terzo turno)
3. Casey Dellacqua (secondo turno)
4. Christina McHale (terzo turno)

1. Lauren Davis (primo turno)
2. Belinda Bencic (secondo turno)
3. Chanelle Scheepers (primo turno)
4. Mónica Puig (secondo turno)

### Lucky Loser
1. Paula Ormaechea (secondo turno)

## Wild card
1. Karin Knapp (primo turno)
2. Camila Giorgi (secondo turno)

1. Nastassja Burnett (primo turno)

## Calendario

### Primo turno
Nella parte alta del tabellone, a eccezione di Dominika Cibulková (testa di serie n.9), battuta dalla wild card Camila Giorgi, tutte le teste di serie passano il primo turno. Nella parte bassa, invece, due sono eliminate: Eugenie Bouchard (tds n.17) per mano di Francesca Schiavone (6-4 6-2), e Sabine Lisicki (tds n.15), sconfitta da Samantha Stosur (doppio 6-3).

### Secondo turno

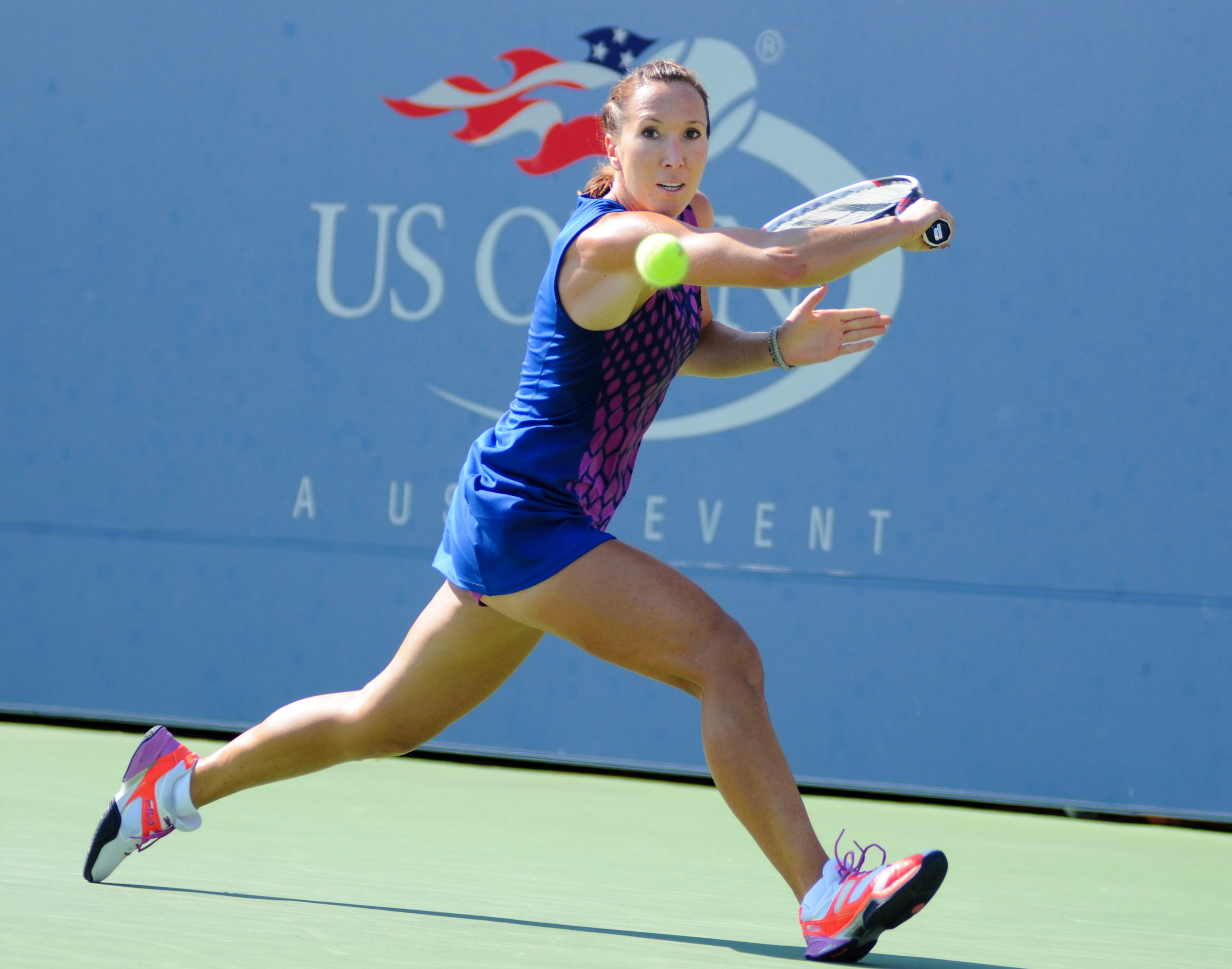
Jelena Janković, semifinalista del torneo, agli US Open 2014

Durante il secondo turno debuttano le prime otto teste di serie, che hanno potuto usufruire di un bye al primo turno. Durante questo turno escono clamorosamente tre loro: Sloane Stephens (numero 16), sconfitta con un doppio 6-2 da Varvara Lepchenko, Angelique Kerber (numero 7), sconfitta in tre set da Petra Cetkovská e Petra Kvitová (numero 5), costretta ad arrendersi dopo tre lunghi set contro Zhang Shuai (7–6(6) 5-7 6-3).
Tra le sorprese del turno Simona Halep fatica inizialmente contro Madison Keys perdendo il primo set, ma dopo conduce facilmente il match, vincendolo per 5-7 6-1 6-0. Jelena Janković, invece, passa il turno grazie al ritiro di Svetlana Kuznecova. La testa di serie numero 12 Flavia Pennetta, invece, vince solamente al terzo set contro la giovanissima Belinda Bencic. Francesca Schiavone, dopo avere battuto Eugenie Bouchard, vince anche ai danni della giovane spagnola Garbiñe Muguruza.

### Terzo turno

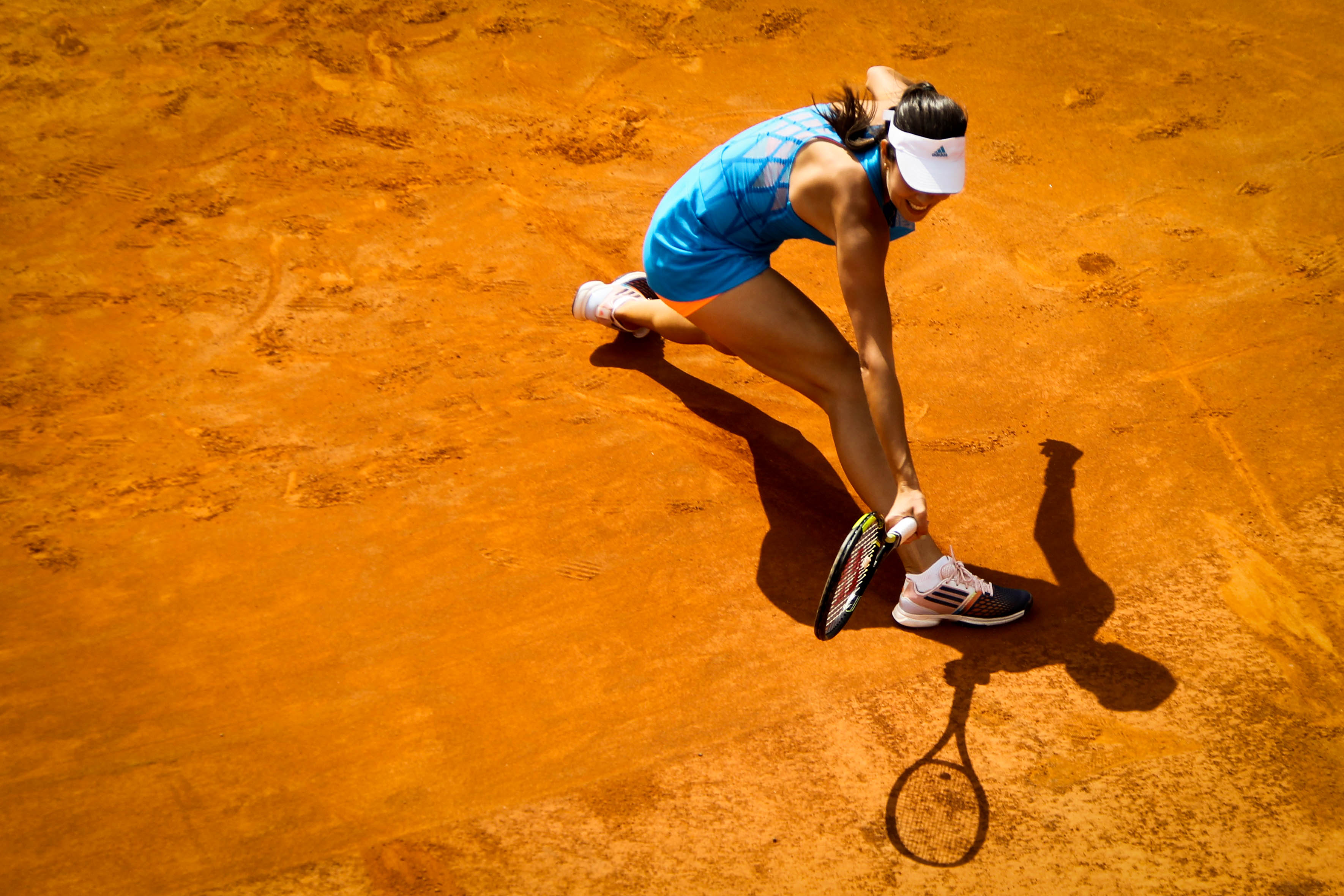
Ana Ivanović, semifinalista del torneo

Le prime due teste di serie del torneo, Serena Williams e Li Na, non hanno alcun problema a battere le loro avversarie, rispettivamente Varvara Lepchenko e Samantha Stosur. Zhang Shuai prosegue il suo cammino nel torneo di Roma vincendo contro la qualificata Christina McHale. La testa di serie numero quattro, Simona Halep, è costretta al ritiro, permettendo così a Carla Suárez Navarro di andare direttamente ai quarti di finale. Contro pronostico Ana Ivanović batte la russa Marija Šarapova lasciandole solo cinque game. Vengono eliminate sia Flavia Pennetta che Francesca Schiavone, battute rispettivamente da Jelena Jankovic e Agnieszka Radwańska. Continua, invece, il cammino di Sara Errani, che nei turni precedenti aveva battuto Chanelle Scheepers ed Ekaterina Makarova. Nel terzo turno vince, invece, ai danni di Cetkovska.

### Quarti di finale

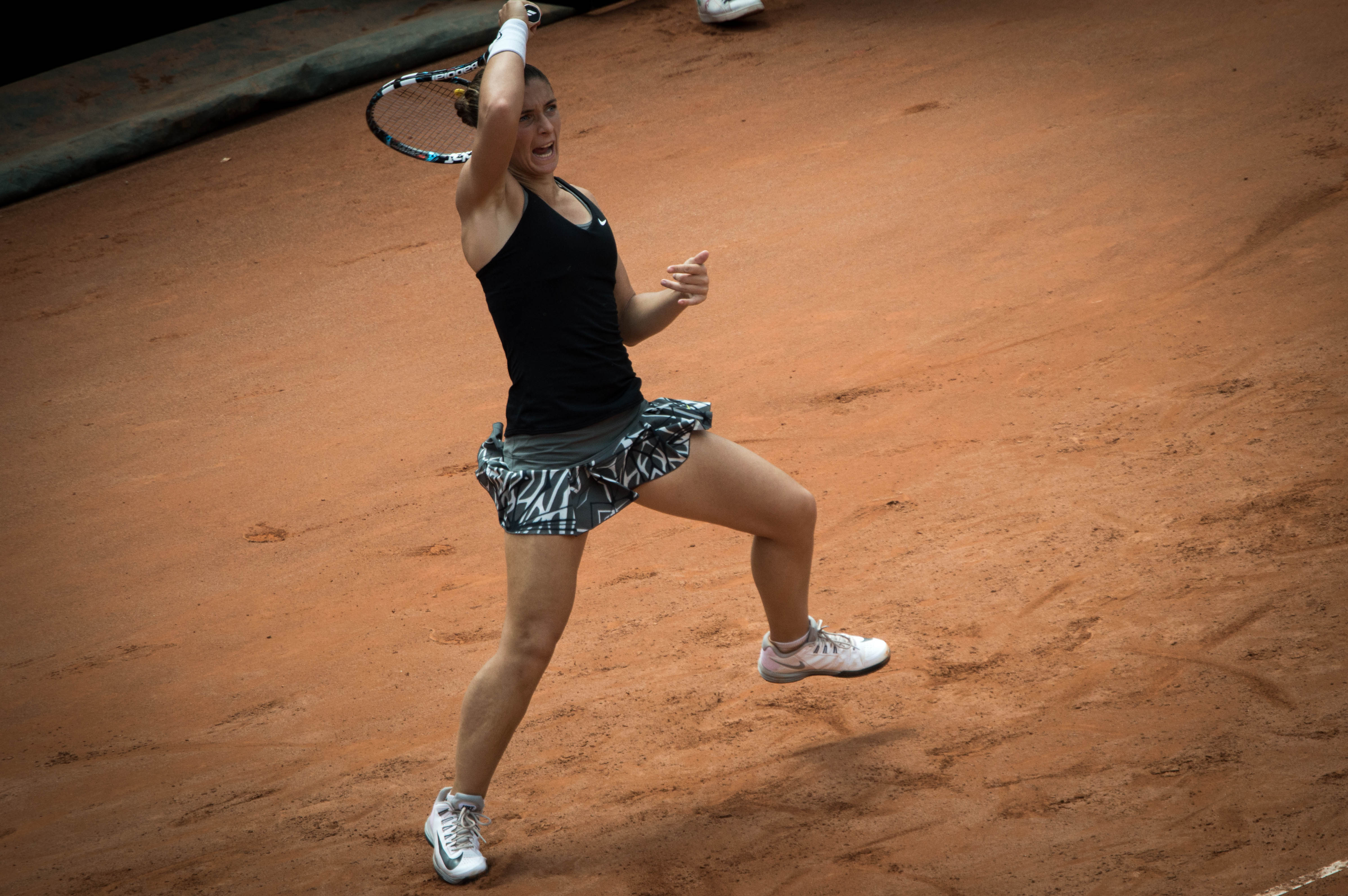
Sara Errani, finalista del torneo

Serena Williams domina la partita contro Zhang Shuai con il risultato finale di 6-3 6-1. Più incerto risulta essere, invece, il match tra Carla Suarez Navarro e Ana Ivanović, che si prolunga fino al terzo set. Alla fine è la serba ad avere la meglio, battendo la spagnola con il punteggio di 6-4 3-6 6-4.
Gli altri due quarti, invece, vanno contro ogni pronostico. Jelena Jankovic si impone su Agnieszka con un doppio 6-4 e Sara Errani batte Li Na, che non gioca un ottimo turno, con il punteggio di 6-3 4-6 6-2.
Alla fine di questo turno le semifinaliste degli Internazionali D'Italia nel singolare femminile risultano essere Serena Williams, Ana Ivanovic, Jelena Jankovic e Sara Errani.

### Semifinali

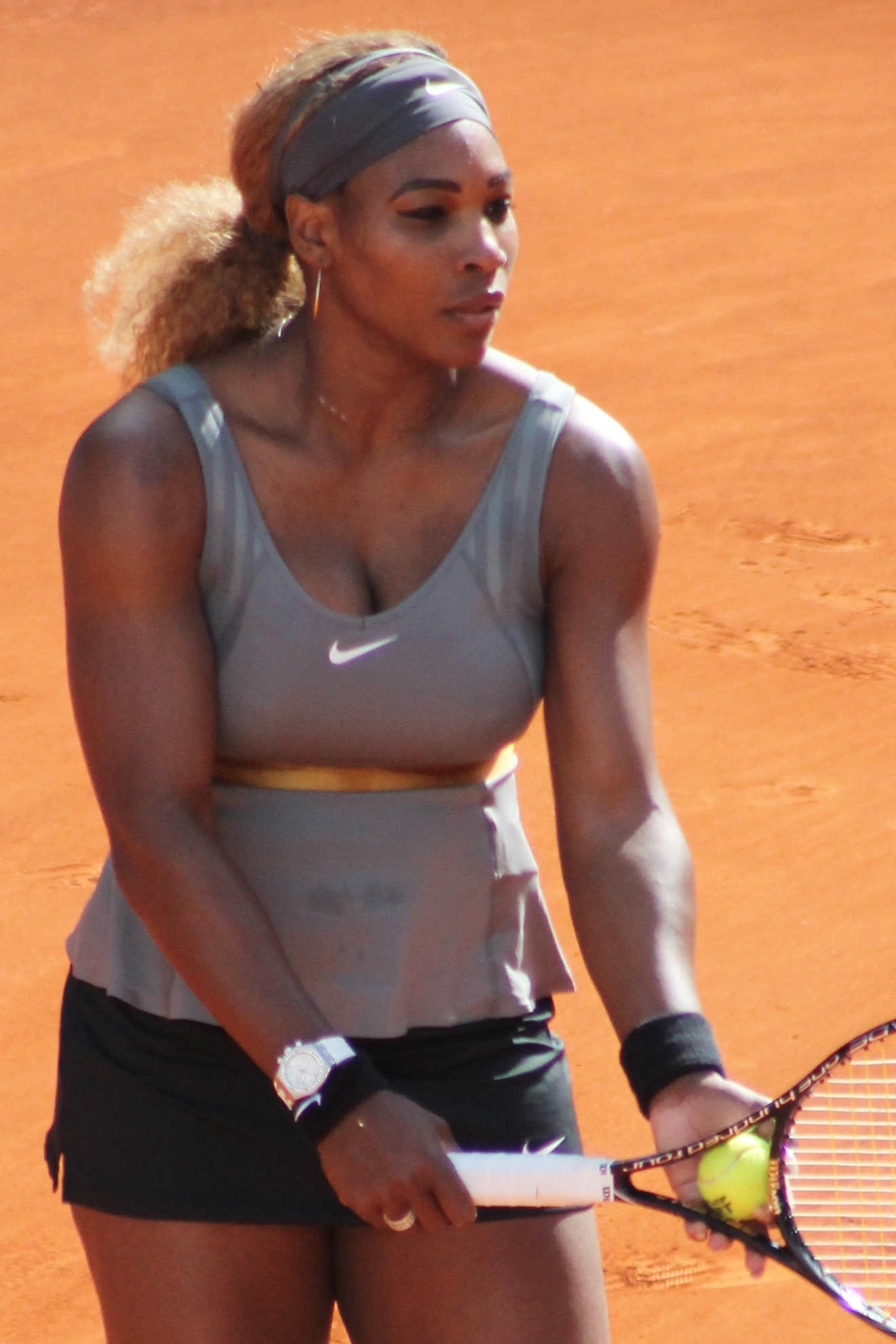
Serena Williams, vincitrice del torneo, a Madrid nel 2014

La prima semifinale del tabellone si prospetta come un ottimo match. Infatti Ana Ivanović, malgrado abbia di fronte la numero uno del mondo che la batte nettamente nel primo set (6-1), esprime un ottimo gioco, portando in parità il match. A questo punto, però, Serena Williams accelera il gioco e vince l'incontro con il punteggio di 6-1 3-6 6-1.
Nella seconda semifinale Sara Errani conduce il match contro Jelena Jankovic dall'inizio alla fine con una delle prove più convincenti della stagione, con il punteggio finale di 6-3 7-5. Con questa vittoria, dopo sessantaquattro anni, un'italiana ritorna a disputare la finale agli Internazionali d'Italia.

### Finale
Il pronostico è nettamente a favore della statunitense, numero uno del mondo e con una varietà di colpi ben più potenti dell'italiana. Sara Errani, però, tiene testa a Serena Williams e nel primo set rimonta da 1-4 a 3-4, quando accusa di un problema alla coscia. Anche dopo l'intervento del fisioterapista la situazione non migliora e l'italiana è costretta a giocare comunque per disputare la finale di doppio femminile in coppia con Roberta Vinci. Il punteggio finale è nettamente a favore della statunitense: 6-3 6-0. Con questa vittoria Serena Williams si riconferma campionessa del torneo e conquista il suo sessantesimo titolo in carriera.

## Tabellone

### Legenda
| - Q = Qualificato - WC = Wild card - LL = Lucky loser | - ALT = Alternate - SE = Special Exempt - PR = Protected Ranking | - w/o = Walkover - r = Ritirato - d = Squalificato |

### Parte finale
|  | Quarti di finale | Quarti di finale     | Quarti di finale    | Quarti di finale | Quarti di finale |  |  | Semifinali | Semifinali      | Semifinali      | Semifinali  | Semifinali  |   |   | Finale | Finale          | Finale          | Finale | Finale |  |
|  |                  |                      |                     |                  |                  |  |  |            |                 |                 |             |             |   |   |        |                 |                 |        |        |  |
|  | 1                | Serena Williams      | Serena Williams     | 6                | 6                |  |  |            |                 |                 |             |             |   |   |        |                 |                 |        |        |  |
|  |                  | Shuai Zhang          | Shuai Zhang         | 1                | 3                |  |  | 1          | Serena Williams | 6               | 3           | 6           |   |   |        |                 |                 |        |        |  |
|  | 13               | Carla Suárez Navarro | 4                   | 6                | 4                |  |  | 11         | Ana Ivanović    | 1               | 6           | 1           |   |   |        |                 |                 |        |        |  |
|  | 11               | Ana Ivanović         | 6                   | 3                | 6                |  |  |            |                 |                 |             |             |   |   | 1      | Serena Williams | Serena Williams | 6      | 6      |  |
|  | 6                | Jelena Janković      | Jelena Janković     | 6                | 6                |  |  |            |                 | 10              | Sara Errani | Sara Errani | 3 | 0 |        |                 |                 |        |        |  |
|  | 3                | Agnieszka Radwańska  | Agnieszka Radwańska | 4                | 4                |  |  | 6          | Jelena Janković | Jelena Janković | 3           | 5           |   |   |        |                 |                 |        |        |  |
|  | 10               | Sara Errani          | 6                   | 4                | 6                |  |  | 10         | Sara Errani     | Sara Errani     | 6           | 7           |   |   |        |                 |                 |        |        |  |
|  | 2                | Li Na                | 3                   | 6                | 2                |  |  |            |                 |                 |             |             |   |   |        |                 |                 |        |        |  |

### Parte alta

#### Sezione 1
| Primo turno | Primo turno  | Primo turno | Primo turno | Primo turno | Primo turno | Primo turno |  |  | Secondo turno | Secondo turno | Secondo turno | Secondo turno | Secondo turno | Secondo turno | Secondo turno |  |  | Terzo turno | Terzo turno | Terzo turno | Terzo turno | Terzo turno | Terzo turno | Terzo turno |  |  | Quarti di finale | Quarti di finale | Quarti di finale | Quarti di finale | Quarti di finale | Quarti di finale | Quarti di finale |
|             |              |             |             |             |             |             |  |  |               |               |               |               |               |               |               |  |  |             |             |             |             |             |             |             |  |  |                  |                  |                  |                  |                  |                  |                  |
|             |              |             |             |             |             |             |  |  |               |               |               |               |               |               |               |  |  |             |             |             |             |             |             |             |  |  |                  |                  |                  |                  |                  |                  |                  |
|             |              |             |             |             |             |             |  |  | 1             | S Williams    | 6             | 6             |               |               |               |  |  |             |             |             |             |             |             |             |  |  |                  |                  |                  |                  |                  |                  |                  |
| PR          | R Oprandi    | 3           | 0           |             |             |             |  |  |               | A Petković    | 2             | 2             |               |               |               |  |  |             |             |             |             |             |             |             |  |  |                  |                  |                  |                  |                  |                  |                  |
|             | A Petković   | 6           | 6           |             |             |             |  |  |               |               |               |               |               |               |               |  |  | 1           | S Williams  | 6           | 6           |             |             |             |  |  |                  |                  |                  |                  |                  |                  |                  |
|             | S Peng       | 1           | 0           |             |             |             |  |  |               |               |               |               |               |               |               |  |  |             | V Lepchenko | 1           | 2           |             |             |             |  |  |                  |                  |                  |                  |                  |                  |                  |
|             | V Lepchenko  | 6           | 6           |             |             |             |  |  |               | V Lepchenko   | 6             | 6             |               |               |               |  |  |             |             |             |             |             |             |             |  |  |                  |                  |                  |                  |                  |                  |                  |
|             | B Jovanovski | 6           | 3           | 3           |             |             |  |  | 16            | S Stephens    | 2             | 2             |               |               |               |  |  |             |             |             |             |             |             |             |  |  |                  |                  |                  |                  |                  |                  |                  |
| 16          | S Stephens   | 3           | 6           | 6           |             |             |  |  |               |               |               |               |               |               |               |  |  |             |             |             |             |             |             |             |  |  | 1                | S Williams       | 6                | 6                |                  |                  |                  |
| 9           | D Cibulková  | 4           | 62          |             |             |             |  |  |               |               |               |               |               |               |               |  |  |             |             |             |             |             |             |             |  |  |                  | Zhang            | 1                | 3                |                  |                  |                  |
| WC          | C Giorgi     | 6           | 7           |             |             |             |  |  | WC            | C Giorgi      | 6             | 3             | 1             |               |               |  |  |             |             |             |             |             |             |             |  |  |                  |                  |                  |                  |                  |                  |                  |
| Q           | C McHale     | 6           | 4           | 6           |             |             |  |  | Q             | C McHale      | 1             | 6             | 6             |               |               |  |  |             |             |             |             |             |             |             |  |  |                  |                  |                  |                  |                  |                  |                  |
|             | S Cîrstea    | 3           | 6           | 1           |             |             |  |  |               |               |               |               |               |               |               |  |  | Q           | C McHale    | 2           | 6           | 2           |             |             |  |  |                  |                  |                  |                  |                  |                  |                  |
| Q           | L Davis      | 4           | 0           |             |             |             |  |  |               |               |               |               |               |               |               |  |  |             | S Zhang     | 6           | 4           | 6           |             |             |  |  |                  |                  |                  |                  |                  |                  |                  |
|             | S Zhang      | 6           | 6           |             |             |             |  |  |               | S Zhang       | 7             | 5             | 6             |               |               |  |  |             |             |             |             |             |             |             |  |  |                  |                  |                  |                  |                  |                  |                  |
|             |              |             |             |             |             |             |  |  | 5             | P Kvitová     | 6             | 7             | 3             |               |               |  |  |             |             |             |             |             |             |             |  |  |                  |                  |                  |                  |                  |                  |                  |
|             |              |             |             |             |             |             |  |  |               |               |               |               |               |               |               |  |  |             |             |             |             |             |             |             |  |  |                  |                  |                  |                  |                  |                  |                  |

#### Sezione 2
| Primo turno | Primo turno      | Primo turno | Primo turno | Primo turno | Primo turno | Primo turno |  |  | Secondo turno | Secondo turno    | Secondo turno | Secondo turno | Secondo turno | Secondo turno | Secondo turno |  |  | Terzo turno | Terzo turno      | Terzo turno | Terzo turno | Terzo turno | Terzo turno | Terzo turno |  |  | Quarti di finale | Quarti di finale | Quarti di finale | Quarti di finale | Quarti di finale | Quarti di finale | Quarti di finale |
|             |                  |             |             |             |             |             |  |  |               |                  |               |               |               |               |               |  |  |             |                  |             |             |             |             |             |  |  |                  |                  |                  |                  |                  |                  |                  |
|             |                  |             |             |             |             |             |  |  |               |                  |               |               |               |               |               |  |  |             |                  |             |             |             |             |             |  |  |                  |                  |                  |                  |                  |                  |                  |
|             |                  |             |             |             |             |             |  |  | 4             | S Halep          | 5             | 6             | 6             |               |               |  |  |             |                  |             |             |             |             |             |  |  |                  |                  |                  |                  |                  |                  |                  |
|             | M Keys           | 6           | 6           |             |             |             |  |  |               | M Keys           | 7             | 0             | 1             |               |               |  |  |             |                  |             |             |             |             |             |  |  |                  |                  |                  |                  |                  |                  |                  |
|             | A Riske          | 2           | 2           |             |             |             |  |  |               |                  |               |               |               |               |               |  |  | 4           | S Halep          |             |             |             |             |             |  |  |                  |                  |                  |                  |                  |                  |                  |
|             | A Beck           | 3           | 1           |             |             |             |  |  |               |                  |               |               |               |               |               |  |  | 13          | C Suárez Navarro | w/o         |             |             |             |             |  |  |                  |                  |                  |                  |                  |                  |                  |
|             | V Williams       | 6           | 6           |             |             |             |  |  |               | V Williams       | 2             | 4             |               |               |               |  |  |             |                  |             |             |             |             |             |  |  |                  |                  |                  |                  |                  |                  |                  |
| Q           | M Barthel        | 2           | 2           |             |             |             |  |  | 13            | C Suárez Navarro | 6             | 6             |               |               |               |  |  |             |                  |             |             |             |             |             |  |  |                  |                  |                  |                  |                  |                  |                  |
| 13          | C Suárez Navarro | 6           | 6           |             |             |             |  |  |               |                  |               |               |               |               |               |  |  |             |                  |             |             |             |             |             |  |  | 13               | C Suárez Navarro | 4                | 6                | 4                |                  |                  |
| 11          | A Ivanović       | 6           | 6           |             |             |             |  |  |               |                  |               |               |               |               |               |  |  |             |                  |             |             |             |             |             |  |  | 11               | A Ivanović       | 6                | 3                | 6                |                  |                  |
| WC          | K Knapp          | 1           | 1           |             |             |             |  |  | 11            | A Ivanović       | 7             | 7             |               |               |               |  |  |             |                  |             |             |             |             |             |  |  |                  |                  |                  |                  |                  |                  |                  |
|             | A Cornet         | 6           | 6           |             |             |             |  |  |               | A Cornet         | 6(1)          | 5             |               |               |               |  |  |             |                  |             |             |             |             |             |  |  |                  |                  |                  |                  |                  |                  |                  |
|             | K Flipkens       | 3           | 2           |             |             |             |  |  |               |                  |               |               |               |               |               |  |  | 11          | A Ivanović       | 6           | 6           |             |             |             |  |  |                  |                  |                  |                  |                  |                  |                  |
| Q           | M Puig           | 6           | 4           | 6           |             |             |  |  |               |                  |               |               |               |               |               |  |  | 8           | M Šarapova       | 1           | 4           |             |             |             |  |  |                  |                  |                  |                  |                  |                  |                  |
|             | D Hantuchová     | 0           | 6           | 0           |             |             |  |  | Q             | M Puig           | 3             | 5             |               |               |               |  |  |             |                  |             |             |             |             |             |  |  |                  |                  |                  |                  |                  |                  |                  |
|             |                  |             |             |             |             |             |  |  | 8             | M Šarapova       | 6             | 7             |               |               |               |  |  |             |                  |             |             |             |             |             |  |  |                  |                  |                  |                  |                  |                  |                  |
|             |                  |             |             |             |             |             |  |  |               |                  |               |               |               |               |               |  |  |             |                  |             |             |             |             |             |  |  |                  |                  |                  |                  |                  |                  |                  |

### Parte bassa

#### Sezione 3
| Primo turno | Primo turno     | Primo turno | Primo turno | Primo turno | Primo turno | Primo turno |  |  | Secondo turno | Secondo turno | Secondo turno | Secondo turno | Secondo turno | Secondo turno | Secondo turno |  |  | Terzo turno | Terzo turno | Terzo turno | Terzo turno | Terzo turno | Terzo turno | Terzo turno |  |  | Quarti di finale | Quarti di finale | Quarti di finale | Quarti di finale | Quarti di finale | Quarti di finale | Quarti di finale |
|             |                 |             |             |             |             |             |  |  |               |               |               |               |               |               |               |  |  |             |             |             |             |             |             |             |  |  |                  |                  |                  |                  |                  |                  |                  |
|             |                 |             |             |             |             |             |  |  |               |               |               |               |               |               |               |  |  |             |             |             |             |             |             |             |  |  |                  |                  |                  |                  |                  |                  |                  |
|             |                 |             |             |             |             |             |  |  | 6             | J Janković    | 6             | 4             |               |               |               |  |  |             |             |             |             |             |             |             |  |  |                  |                  |                  |                  |                  |                  |                  |
|             | S Kuznecova     | 7           | 6           |             |             |             |  |  |               | S Kuznecova   | 2             | 0             | r             |               |               |  |  |             |             |             |             |             |             |             |  |  |                  |                  |                  |                  |                  |                  |                  |
|             | M Kirilenko     | 5           | 0           |             |             |             |  |  |               |               |               |               |               |               |               |  |  | 6           | J Janković  | 6           | 6           |             |             |             |  |  |                  |                  |                  |                  |                  |                  |                  |
| Q           | B Bencic        | 6           | 3           | 6           |             |             |  |  |               |               |               |               |               |               |               |  |  | 12          | F Pennetta  | 2           | 3           |             |             |             |  |  |                  |                  |                  |                  |                  |                  |                  |
|             | A Pavljučenkova | 3           | 6           | 3           |             |             |  |  | Q             | B Bencic      | 2             | 6             | 3             |               |               |  |  |             |             |             |             |             |             |             |  |  |                  |                  |                  |                  |                  |                  |                  |
|             | Y Meusburger    | 2           | 3           |             |             |             |  |  | 12            | F Pennetta    | 6             | 2             | 6             |               |               |  |  |             |             |             |             |             |             |             |  |  |                  |                  |                  |                  |                  |                  |                  |
| 12          | F Pennetta      | 6           | 6           |             |             |             |  |  |               |               |               |               |               |               |               |  |  |             |             |             |             |             |             |             |  |  | 6                | J Janković       | 6                | 6                |                  |                  |                  |
| 17          | E Bouchard      | 4           | 2           |             |             |             |  |  |               |               |               |               |               |               |               |  |  |             |             |             |             |             |             |             |  |  | 3                | A Radwańska      | 4                | 4                |                  |                  |                  |
|             | F Schiavone     | 6           | 6           |             |             |             |  |  |               | F Schiavone   | 3             | 6             | 7             |               |               |  |  |             |             |             |             |             |             |             |  |  |                  |                  |                  |                  |                  |                  |                  |
|             | G Muguruza      | 6           | 6           |             |             |             |  |  |               | G Muguruza    | 6             | 1             | 65            |               |               |  |  |             |             |             |             |             |             |             |  |  |                  |                  |                  |                  |                  |                  |                  |
| WC          | N Burnett       | 1           | 3           |             |             |             |  |  |               |               |               |               |               |               |               |  |  |             | F Schiavone | 4           | 1           |             |             |             |  |  |                  |                  |                  |                  |                  |                  |                  |
| LL          | P Ormaechea     | 6           | 6           |             |             |             |  |  |               |               |               |               |               |               |               |  |  | 3           | A Radwańska | 6           | 6           |             |             |             |  |  |                  |                  |                  |                  |                  |                  |                  |
|             | K Nara          | 4           | 3           |             |             |             |  |  | LL            | P Ormaechea   | 3             | 2             |               |               |               |  |  |             |             |             |             |             |             |             |  |  |                  |                  |                  |                  |                  |                  |                  |
|             |                 |             |             |             |             |             |  |  | 3             | A Radwańska   | 6             | 6             |               |               |               |  |  |             |             |             |             |             |             |             |  |  |                  |                  |                  |                  |                  |                  |                  |
|             |                 |             |             |             |             |             |  |  |               |               |               |               |               |               |               |  |  |             |             |             |             |             |             |             |  |  |                  |                  |                  |                  |                  |                  |                  |

#### Sezione 4
| Primo turno | Primo turno  | Primo turno | Primo turno | Primo turno | Primo turno | Primo turno |  |  | Secondo turno | Secondo turno | Secondo turno | Secondo turno | Secondo turno | Secondo turno | Secondo turno |  |  | Terzo turno | Terzo turno | Terzo turno | Terzo turno | Terzo turno | Terzo turno | Terzo turno |  |  | Quarti di finale | Quarti di finale | Quarti di finale | Quarti di finale | Quarti di finale | Quarti di finale | Quarti di finale |
|             |              |             |             |             |             |             |  |  |               |               |               |               |               |               |               |  |  |             |             |             |             |             |             |             |  |  |                  |                  |                  |                  |                  |                  |                  |
|             |              |             |             |             |             |             |  |  |               |               |               |               |               |               |               |  |  |             |             |             |             |             |             |             |  |  |                  |                  |                  |                  |                  |                  |                  |
|             |              |             |             |             |             |             |  |  | 7             | A Kerber      | 6             | 3             | 4             |               |               |  |  |             |             |             |             |             |             |             |  |  |                  |                  |                  |                  |                  |                  |                  |
|             | C Pironkova  | 6           | 1           | 4           |             |             |  |  | Q             | P Cetkovská   | 4             | 6             | 6             |               |               |  |  |             |             |             |             |             |             |             |  |  |                  |                  |                  |                  |                  |                  |                  |
| Q           | P Cetkovská  | 1           | 6           | 6           |             |             |  |  |               |               |               |               |               |               |               |  |  | Q           | P Cetkovská | 4           | 63          |             |             |             |  |  |                  |                  |                  |                  |                  |                  |                  |
|             | E Makarova   | 6           | 7           |             |             |             |  |  |               |               |               |               |               |               |               |  |  | 10          | S Errani    | 6           | 7           |             |             |             |  |  |                  |                  |                  |                  |                  |                  |                  |
|             | R Vinci      | 2           | 6           |             |             |             |  |  |               | E Makarova    | 2             | 3             |               |               |               |  |  |             |             |             |             |             |             |             |  |  |                  |                  |                  |                  |                  |                  |                  |
| Q           | C Scheepers  | 5           | 3           |             |             |             |  |  | 10            | S Errani      | 6             | 6             |               |               |               |  |  |             |             |             |             |             |             |             |  |  |                  |                  |                  |                  |                  |                  |                  |
| 10          | S Errani     | 7           | 6           |             |             |             |  |  |               |               |               |               |               |               |               |  |  |             |             |             |             |             |             |             |  |  | 10               | S Errani         | 6                | 4                | 6                |                  |                  |
| 15          | S Lisicki    | 3           | 3           |             |             |             |  |  |               |               |               |               |               |               |               |  |  |             |             |             |             |             |             |             |  |  | 2                | N Li             | 3                | 6                | 2                |                  |                  |
|             | S Stosur     | 6           | 6           |             |             |             |  |  |               | S Stosur      | 6             | 6             |               |               |               |  |  |             |             |             |             |             |             |             |  |  |                  |                  |                  |                  |                  |                  |                  |
|             | E Svitolina  | 2           | 3           |             |             |             |  |  |               | E Vesnina     | 2             | 3             |               |               |               |  |  |             |             |             |             |             |             |             |  |  |                  |                  |                  |                  |                  |                  |                  |
|             | E Vesnina    | 6           | 6           |             |             |             |  |  |               |               |               |               |               |               |               |  |  |             | S Stosur    | 3           | 1           |             |             |             |  |  |                  |                  |                  |                  |                  |                  |                  |
|             | M Rybáriková | 6           | 1           | 4           |             |             |  |  |               |               |               |               |               |               |               |  |  | 2           | N Li        | 6           | 6           |             |             |             |  |  |                  |                  |                  |                  |                  |                  |                  |
| Q           | C Dellacqua  | 4           | 6           | 6           |             |             |  |  | Q             | C Dellacqua   | 1             | 4             |               |               |               |  |  |             |             |             |             |             |             |             |  |  |                  |                  |                  |                  |                  |                  |                  |
|             |              |             |             |             |             |             |  |  | 2             | N Li          | 6             | 6             |               |               |               |  |  |             |             |             |             |             |             |             |  |  |                  |                  |                  |                  |                  |                  |                  |
|             |              |             |             |             |             |             |  |  |               |               |               |               |               |               |               |  |  |             |             |             |             |             |             |             |  |  |                  |                  |                  |                  |                  |                  |                  |